# Île du Nord
Die Île du Nord (sinngemäß aus dem Französischen übersetzt Nord-Insel), auch bekannt als Nord Island, ist eine kleine und felsige Insel vor der Küste des ostantarktischen Adélielands. Sie ist, was auch durch ihren Namen zum Ausdruck kommen soll, die nördlichste der Curzon-Inseln. 
Teilnehmer einer von 1949 bis 1951 dauernden französischen Antarktisexpedition nahmen 1951 die Kartierung und deskriptive Benennung vor.